# 春風と百万紙幣
『春風と百万紙幣』（はるかぜとひゃくまんしへい、The Million Pound Note）は1954年のイギリスの映画。出演はグレゴリー・ペックなど。
マーク・トゥエインの短編小説『百万ポンド紙幣』を映画化しており、映画『大逆転』のモチーフとなった。

## ストーリー
1903年のこと。アメリカ人船員のヘンリー・アダムズは流れ着いたイギリスで一文無しになり、裕福で奇矯な2人の兄弟、オリバーとロデリック・モンペリエの間の奇妙な賭けに巻き込まれてしまう。兄弟はイングランド銀行を説得して100万ポンド紙幣を発行させ、封筒に入れてアダムズに渡し、お金が入っていることだけを伝える。オリバーは、その紙幣を持っているだけで持ち主は必要なものを何でも手に入れることが出来ると主張するが、ロデリックはその紙幣が価値を発揮するには使われなくてはならない筈だと主張する。
アダムズはその紙幣の価値を知ったことによる衝撃から立ち直ると、紙幣を兄弟に返そうとするが、兄弟は1か月間留守になると使用人から告げられる。そしてアダムズは、封筒の中に手紙も入っていることに気付く。手紙には、兄弟間の賭けについて書かれており、1か月の間紙幣を使わずに済めば何でも好きな仕事を与えると約束されていた。
最初は、全てオリバーの予測どおりに進んだ。アダムズは風変わりな大富豪と間違われ、紙幣を見せるだけで、食事、衣服、ホテルのスイートルームなどを掛け払いで難なく手に入れる。紙幣のことは新聞で報道され、アダムズは、アメリカ大使やイギリス貴族と会うなど、上流社交界に迎え入れられる。彼は、クロマーティ公爵夫人の姪であるポーシャ・ランズダウンと非常に親しくなる。その後、同じアメリカ人のロイド・ヘイスティングスが彼に事業への支援を依頼する。ヘイスティングスはアダムズに、彼自身はお金を出す必要は無いと伝える。単に名前を貸すだけで、ヘイスティングスは新株を発行して金鉱を開発するために必要な資金を調達出来るのだと言う。
アダムズが使用するということで、使っていたスイートルームからホテル側により無理矢理追い出されたフログナル公爵が、メイドを使って、いたずらで紙幣をアダムズのスイートの絨毯の下に隠したことから、問題が起こる。アダムズが紙幣を提示出来ないことを知ると、ヘイスティングスの会社の株主とアダムズに掛けで色々な物を売っていた業者の間でパニックが起こる。
最後は、フログナル侯爵が紙幣を隠したことを明らかにして全てが解決し、アダムズは1か月経過後にモンペリエ兄弟にその紙幣を無事に返すことが出来た。
（注）実態は「100万ポンド紙幣」というよりは、モンペリエ兄弟の金融資産を担保とした銀行小切手に近いものである。

## キャスト
※括弧内は日本語吹替（初回放送1971年5月29日 TBS）
- ヘンリー・アダムス：グレゴリー・ペック（城達也）
- オリバー・モントピーリア：ロナルド・スクワイア（梓欣造）
- ポーシャ・ランズダウン：ジェーン・グリフィス（上田みゆき）
- ロデリック・モントピーリア：ウィルフリッド・ハイド＝ホワイト
- フログナル公爵：A・E・マシューズ
- ロック：レジナルド・ベックウィズ
- ロイド：ブライアン・オールトン

## スタッフ
- 監督：ロナルド・ニーム
- 原作：マーク・トゥエイン
- 脚本：ジル・クレイギー
- 撮影：ジェフリー・アンスワース
- 編集：クライヴ・ドナー
- 音楽：ウィリアム・オルウィン